# Joseph V. Perry
Joseph V. Perry (Pittsburgh, 13 febbraio 1931 – Burbank, 23 febbraio 2000) è stato un attore statunitense.
Ha recitato in 16 film dal 1958 al 1993 ed è apparso in oltre 150 produzioni televisive dal 1955 al 1999. È stato accreditato anche con i nomi Joe Perry e Joseph Perry.

## Biografia
Joseph V. Perry nacque a Pittsburgh il 13 febbraio 1931.
Attore caratterista, per gli schermi televisivi interpretò, tra gli altri, il ruolo di Nemo in 7 episodi della serie televisiva Tutti amano Raymond dal 1996 al 1999 e dagli anni cinquanta agli anni novanta collezionò numerose presenze in decine di serie televisive come guest star o personaggio minore.
L'ultimo suo ruolo per la televisione fu quello di Kenny per la serie Fired Up interpretato nell'episodio They Sell Horses, Don't They? trasmesso il 1º maggio 1997, mentre per gli schermi cinematografici l'ultima interpretazione risale al film Hot Shots! 2 del 1993 in cui interpreta in una breve parte un cameriere che canta.
Morì a Burbank, Los Angeles, il 23 febbraio 2000.

## Filmografia

### Cinema
- Furia selvaggia (The Left Handed Gun) (1958)
- La più grande storia mai raccontata (The Greatest Story Ever Told) (1965)
- Jim l'irresistibile detective (A Lovely Way to Die) (1968)
- Per un corpo di donna (Don't Just Stand There) (1968)
- The Love God? (1969)
- Stand Up and Be Counted (1972)
- Herbie il Maggiolino sempre più matto (Herbie Rides Again) (1974)
- I Wonder Who's Killing Her Now? (1975)
- Il principio del domino: la vita in gioco (The Domino Principle), regia di Stanley Kramer (1977)
- Longshot (1981)
- Il segreto della piramide d'oro (Vibes) (1988)
- Freeway Maniac (1989)
- Il regno dei malvagi stregoni (Wizards of the Lost Kingdom II) (1989)
- Karate Kid III - La sfida finale (The Karate Kid, Part III) (1989)
- Riposseduta (Repossessed) (1990)
- Hot Shots! 2 (Hot Shots! Part Deux) (1993)

### Televisione
- Four Star Playhouse – serie TV, un episodio (1956)
- Crossroads – serie TV, 5 episodi (1955-1956)
- Lux Video Theatre – serie TV, 2 episodi (1955-1957)
- Cavalcade of America – serie TV, 2 episodi (1956-1957)
- Gunsmoke – serie TV, 5 episodi (1956-1965)
- Sheriff of Cochise – serie TV, 2 episodi (1956)
- Avventure in elicottero (Whirlybirds) – serie TV, 3 episodi (1957-1959)
- Suspicion – serie TV, un episodio (1957)
- Have Gun - Will Travel – serie TV, 3 episodi (1958-1959)
- Ricercato vivo o morto (Wanted: Dead or Alive) – serie TV, 4 episodi (1958-1960)
- I racconti del West (Zane Grey Theater) – serie TV, 5 episodi (1958-1961)
- Official Detective – serie TV, un episodio (1958)
- Trackdown – serie TV, un episodio (1958)
- Broken Arrow – serie TV, un episodio (1958)
- Man Without a Gun – serie TV, un episodio (1958)
- Maverick – serie TV, episodio 1x23 (1958)
- Cheyenne – serie TV, un episodio (1958)
- U.S. Marshal – serie TV, un episodio (1958)
- Lo sceriffo indiano (Law of the Plainsman) – serie TV, episodi 1x02-1x30 (1959-1960)
- Johnny Ringo – serie TV, 3 episodi (1959-1960)
- Death Valley Days – serie TV, 4 episodi (1959-1970)
- Black Saddle – serie TV, un episodio (1959)
- The Grand Jury – serie TV, un episodio (1959)
- Carovana (Stagecoach West) – serie TV, episodi 1x05-1x34 (1960-1961)
- Ai confini della realtà (The Twilight Zone) – serie TV, 2 episodi (1960-1962)
- The Lawless Years – serie TV, un episodio (1960)
- The Rebel – serie TV, 3 episodi (1960)
- I detectives (The Detectives) – serie TV, episodio 1x31 (1960)
- The Rifleman – serie TV, un episodio (1960)
- Gli intoccabili (The Untouchables) – serie TV, 3 episodi (1961-1962)
- Hennesey – serie TV, un episodio (1961)
- Hong Kong – serie TV, episodio 1x15 (1961)
- The Best of the Post – serie TV, episodio 1x11 (1961)
- Harrigan and Son – serie TV, un episodio (1961)
- Avventure in paradiso (Adventures in Paradise) – serie TV, un episodio (1961)
- Follow the Sun – serie TV, episodio 1x04 (1961)
- 87ª squadra (87th Precinct) – serie TV, un episodio (1961)
- Ben Casey – serie TV, 2 episodi (1962-1964)
- Carovane verso il west (Wagon Train) – serie TV, un episodio (1962)
- Stoney Burke – serie TV, un episodio (1962)
- The Outer Limits – serie TV, 2 episodi (1963-1964)
- Il dottor Kildare (Dr. Kildare) – serie TV, un episodio (1963)
- The Greatest Show on Earth – serie TV, episodi 1x03-1x07-1x19 (1963-1964)
- Gli uomini della prateria (Rawhide) – serie TV, 3 episodi (1963)
- Organizzazione U.N.C.L.E. (The Man from U.N.C.L.E.) – serie TV, 2 episodi (1964-1965)
- Daniel Boone – serie TV, 4 episodi (1964-1969)
- Vita da strega (Bewitched) – serie TV, 4 episodi (1964-1970)
- Combat! – serie TV, un episodio (1964)
- Il mio amico marziano (My Favorite Martian) – serie TV, un episodio (1964)
- Gli inafferrabili (The Rogues) – serie TV, episodio 1x10 (1964)
- Il fuggiasco (The Fugitive) – serie TV, 3 episodi (1965-1966)
- F.B.I. (The F.B.I.) – serie TV, 7 episodi (1965-1972)
- Twelve O'Clock High – serie TV, un episodio (1965)
- My Living Doll – serie TV, episodio 1x21 (1965)
- Branded – serie TV, episodio 1x15 (1965)
- Gidget – serie TV, un episodio (1965)
- A Man Called Shenandoah – serie TV, episodio 1x05 (1965)
- Honey West – serie TV, episodio 1x07 (1965)
- Amore in soffitta (Love on a Rooftop) – serie TV, un episodio (1966)
- Un eroe da quattro soldi (The Hero) – serie TV, episodio 1x03 (1966)
- Squadra speciale anticrimine (The Felony Squad) – serie TV, episodio 1x06 (1966)
- Strega per amore (I Dream of Jeannie) – serie TV, 4 episodi (1967-1968)
- Quella strana ragazza (That Girl) – serie TV, 4 episodi (1967-1969)
- It's About Time – serie TV, un episodio (1967)
- I Monkees (The Monkees) – serie TV, un episodio (1967)
- Lucy Show (The Lucy Show) – serie TV, un episodio (1967)
- Capitan Nice (Captain Nice) – serie TV, un episodio (1967)
- Iron Horse – serie TV, episodio 1x27 (1967)
- Gomer Pyle: USMC – serie TV, un episodio (1967)
- Occasional Wife – serie TV, un episodio (1967)
- Gli invasori (The Invaders) – serie TV, un episodio (1967)
- Le spie (I Spy) – serie TV, un episodio (1967)
- Al banco della difesa (Judd for the Defense) – serie TV, un episodio (1967)
- Il grande teatro del west (The Guns of Will Sonnett) – serie TV, un episodio (1967)
- Lancer – serie TV, 3 episodi (1968-1970)
- Mannix – serie TV, 4 episodi (1968-1973)
- Fade-In – film TV (1968)
- The Second Hundred Years – serie TV, un episodio (1968)
- Selvaggio west (The Wild Wild West) – serie TV, episodio 3x21 (1968)
- Mayberry R.F.D. – serie TV, un episodio (1968)
- Doris Day Show (The Doris Day Show) – serie TV, 3 episodi (1969-1972)
- The Outsider – serie TV, episodio 1x23 (1969)
- The Bill Cosby Show – serie TV, un episodio (1969)
- Arrivano le spose (Here Come the Brides) – serie TV, un episodio (1969)
- Dove vai Bronson? (Then Came Bronson) – serie TV, un episodio (1969)
- La famiglia Partridge (The Partridge Family) – serie TV, 4 episodi (1970-1973)
- In nome della giustizia (The Bold Ones: The Protectors) – serie TV, un episodio (1970)
- Il fantastico mondo di Mr. Monroe (My World and Welcome to It) – serie TV, un episodio (1970)
- La tata e il professore (Nanny and the Professor) – serie TV, un episodio (1970)
- The Bold Ones: The Senator – serie TV, un episodio (1970)
- Mod Squad, i ragazzi di Greer (The Mod Squad) – serie TV, un episodio (1970)
- The Bold Ones: The Lawyers – serie TV, un episodio (1970)
- Room 222 – serie TV, un episodio (1971)
- Travis Logan, D.A. – film TV (1971)
- Il virginiano (The Virginian) – serie TV, episodio 9x24 (1971)
- Mistero in galleria (Night Gallery) – serie TV, un episodio (1971)
- Sarge – serie TV, un episodio (1971)
- Cannon – serie TV, 3 episodi (1972-1974)
- Le strade di San Francisco (The Streets of San Francisco) – serie TV, 2 episodi (1972-1974)
- Squadra emergenza (Emergency!) – serie TV, 3 episodi (1972-1976)
- Bonanza – serie TV, un episodio (1972)
- Fireball Forward – film TV (1972)
- Io e la scimmia (Me and the Chimp) – serie TV, un episodio (1972)
- Detective anni '30 (Banyon) – serie TV, 2 episodi (1972)
- M*A*S*H (M*A*S*H) – serie TV, un episodio (1973)
- Shirts/Skins – film TV (1973)
- Barnaby Jones – serie TV, un episodio (1973)
- Il mago (The Magician) – serie TV, un episodio (1973)
- A tutte le auto della polizia (The Rookies) – serie TV, un episodio (1973)
- Griff – serie TV, un episodio (1973)
- Kojak – serie TV, 3 episodi (1974-1977)
- Sulle strade della California (Police Story) – serie TV, 3 episodi (1974-1978)
- Heat Wave! – film TV (1974)
- Panic on the 5:22 – film TV (1974)
- Barney Miller – serie TV, 4 episodi (1975-1982)
- Ironside – serie TV, un episodio (1975)
- Ellery Queen – serie TV, un episodio (1975)
- Sara – serie TV, un episodio (1976)
- Buongiorno, dottor Bedford (The Practice) – serie TV, un episodio (1976)
- Squadra Most Wanted (Most Wanted) – serie TV, un episodio (1976)
- Serpico – serie TV, un episodio (1976)
- Fish – serie TV, un episodio (1977)
- Pepper Anderson agente speciale (Police Woman) – serie TV, un episodio (1977)
- Quincy (Quincy M.E.) – serie TV, 2 episodi (1978-1979)
- Rhoda – serie TV, un episodio (1978)
- I Fitzpatricks (The Fitzpatricks) – serie TV, un episodio (1978)
- Switch – serie TV, un episodio (1978)
- CHiPs – serie TV, un episodio (1978)
- L'incredibile Hulk (The Incredible Hulk) – serie TV, un episodio (1978)
- Alice – serie TV, un episodio (1978)
- Angie – serie TV, un episodio (1979)
- Agenzia Rockford (The Rockford Files) – serie TV, un episodio (1979)
- Shirley – serie TV, un episodio (1979)
- Hello, Larry – serie TV, un episodio (1980)
- Bolle di sapone (Soap) – serie TV, un episodio (1980)
- La signora in giallo (Murder, She Wrote) – serie TV, episodio 1x00-4x12 (1984-1988)
- Giudice di notte (Night Court) – serie TV, un episodio (1984)
- Hill Street giorno e notte (Hill Street Blues) – serie TV, un episodio (1984)
- Autostop per il cielo (Highway to Heaven) – serie TV, un episodio (1985)
- Tales from the Hollywood Hills: Pat Hobby Teamed with Genius – film TV (1987)
- MacGyver – serie TV, un episodio (1987)
- Vita col nonno (Our House) – serie TV, un episodio (1987)
- Cin cin (Cheers) – serie TV, un episodio (1987)
- Alf – serie TV, un episodio (1990)
- Dragnet – serie TV, un episodio (1990)
- Seinfeld – serie TV, un episodio (1991)
- Passaggi in un'altra dimensione (Doorways) – film TV (1993)
- Fugitive Nights: Danger in the Desert – film TV (1993)
- Ray Alexander: A Taste for Justice – film TV (1994)
- Tutti amano Raymond (Everybody Loves Raymond) – serie TV, 7 episodi (1996-1999)
- The Faculty – serie TV, 2 episodi (1996)
- Fired Up – serie TV, un episodio (1997)

## Doppiatori italiani
Nelle versioni in italiano delle opere in cui ha recitato, Joseph V. Perry è stato doppiato da:
- Diego Reggente in CHiPs
- Gino Pagnani in La signora in giallo (ep. 1x00)
- Silvio Anselmo in La signora in giallo (ep. 4x12)
- Sergio Matteucci in Tutti amano Raymond